# Néné
Néné (n. 24 august 1979, Lisabona, Portugalia) este un fotbalist portughez, care joacă pe post de mijlocaș la Länk FC Vilaverdense⁠(d) în Terceira Divisão⁠(d). Pe plan internațional, are prezențe la națională pentru Republica Capului Verde.
Din 2009 pâna în 2010 a evoluat pentru formația FC Brașov.